# Сент-Джон (Індіана)
Сент-Джон (англ. St. John) — місто (англ. town) в США, в окрузі Лейк штату Індіана. Населення — 20 303 особи (2020).

## Географія
Сент-Джон розташований за координатами 41°26′39″ пн. ш. 87°28′5″ зх. д. / 41.44417° пн. ш. 87.46806° зх. д. (41.444077, -87.468144).  За даними Бюро перепису населення США в 2010 році місто мало площу 29,73 км², з яких 29,49 км² — суходіл та 0,24 км² — водойми. В 2017 році площа становила 32,42 км², з яких 32,19 км² — суходіл та 0,22 км² — водойми.

## Демографія
Згідно з переписом 2010 року, у місті мешкало 14 850 осіб у 5047 домогосподарствах у складі 4225 родин. Густота населення становила 500 осіб/км².  Було 5201 помешкання (175/км²).
Расовий склад населення:
| - 93,5 % — білих - 1,3 % — чорних або афроамериканців - 1,3 % — азіатів - 0,1 % — вихідців з тихоокеанських островів - 0,1 % — корінних американців - 2,4 % — осіб інших рас |

До двох чи більше рас належало 1,2 %. Частка іспаномовних становила 8,2 % від усіх жителів.
За віковим діапазоном населення розподілялося таким чином: 27,3 % — особи молодші 18 років, 61,4 % — особи у віці 18—64 років, 11,3 % — особи у віці 65 років та старші. Медіана віку мешканця становила 40,2 року. На 100 осіб жіночої статі у місті припадало 99,6 чоловіків;  на 100 жінок у віці від 18 років та старших — 97,5 чоловіків також старших 18 років.
Середній дохід на одне домашнє господарство  становив 105 842 долари США (медіана — 95 777), а середній дохід на одну сім'ю — 117 621 долар (медіана — 108 580). Медіана доходів становила 77 371 долар для чоловіків та 51 671 долар для жінок. За межею бідності перебувало 2,9 % осіб, у тому числі 5,4 % дітей у віці до 18 років та 0,3 % осіб у віці 65 років та старших.
Цивільне працевлаштоване населення становило 8036 осіб. Основні галузі зайнятості: освіта, охорона здоров'я та соціальна допомога — 24,4 %, виробництво — 12,4 %, роздрібна торгівля — 10,7 %, науковці, спеціалісти, менеджери — 10,7 %.